# Superpowers Cup 2004
La Superpower cup di rugby a 15 fu un torneo internazionale tra nazionali. Nata nel 2003 per favorire la crescita del rugby in nazioni di secondo e terzo livello internazionale, dopo un cambio di denominazione in "Super Cup" nel 2005, venne annullata e non più organizzata.
L'edizione del 2004 fu disputata tra Giappone, Russia e Stati Uniti e Canada (che sostituiì la Cina). alla fpormula "Round-robin fu sostituito un torneo ad eliminazione diretta disputato a Tokyo.
Il successo arrise ai padroni di casa del Giappone.
- Semifinali:

| Tokyo 27 maggio 2004 | Canada | 23 – 20 | Stati Uniti |  |

| Tokyo 27 maggio 2004 | Giappone | 29 – 12 | Russia |  |

- Finale 3-4 posto:

| Tokyo 30 maggio 2004 | Russia | 11 – 41 | Stati Uniti |  |

- Finale 1-2 posto:

| Tokyo 30 maggio 2004 | Giappone | 34 – 21 | Canada |  |